# سيرغي أوشاكوف
سيرغي أوشاكوف (بالروسية: Ушаков, Сергей Викторович)‏ (27 أبريل 1965 - ) هو مدرب كرة قدم ولاعب كرة قدم روسي (وحمل سابقاً جنسية الاتحاد السوفيتي) في مركز الدفاع. لعب مع دينامو موسكو ونادي كايرات ودينامو ستافروبول وFC Aroma Gulkevichi ‏ وFC Zhemchuzhina Budyonnovsk ‏.

## وصلات خارجية
- سيرغي أوشاكوف على موقع قاعدة بيانات كرة القدم.إي يو (الإنجليزية)